# Supercoppa UEFA 2025
La Supercoppa UEFA 2025 è stata la 50ª edizione della Supercoppa UEFA e si è disputata allo stadio Friuli di Udine, in Italia. A contendersela sono stati i vincitori della UEFA Champions League 2024-2025, i francesi del Paris Saint-Germain, e quelli della UEFA Europa League 2024-2025, gli inglesi del Tottenham. 
Il trofeo è stato vinto dal Paris Saint-Germain per 4-3 ai tiri di rigore dopo il 2-2 dei tempi regolamentari, al primo successo nella competizione. I transalpini sono diventati inoltre la prima squadra francese a conquistare il trofeo.

## Partecipanti
| Squadre             | Qualificazione                                   | Partecipazioni precedenti (il grassetto indica la vittoria) |
| ------------------- | ------------------------------------------------ | ----------------------------------------------------------- |
| Paris Saint-Germain | Vincitrice della UEFA Champions League 2024-2025 | 1 (1996)                                                    |
| Tottenham           | Vincitrice della UEFA Europa League 2024-2025    | Nessuna                                                     |

## Antefatti
Questo è il primo confronto tra le due squadre nella storia della competizione, nonché del primo in assoluto a livello di manifestazioni UEFA. Il Paris Saint-Germain, detentore della Champions League, partecipa alla sua seconda finale dopo quella persa nel 1996 (giocatasi tra andata e ritorno contro gli italiani della Juventus); mentre il Tottenham, vincitore dell'Europa League, è all'esordio in tale torneo.
Per Luis Enrique, allenatore dei francesi, si tratta della seconda presenza in finale di Supercoppa UEFA, dopo la vittoria nel 2015 alla guida del Barcellona; invece per Thomas Frank, neotecnico degli inglesi al posto del dimissionario Postecoglou, è la prima apparizione in una massima competizione continentale. 

## Scelta della sede
Lo stadio Friuli di Udine è stato scelto come sede dal Comitato Esecutivo UEFA durante l'incontro tenutosi a Losanna, in Svizzera, il 16 dicembre 2024, andando dunque ad ospitare per la prima volta una finale di una competizione UEFA. Si tratta inoltre del primo impianto italiano utilizzato come palcoscenico di una finale di Supercoppa UEFA dall'istituzione della gara secca, mentre, considerando il vecchio format di andata e ritorno, è la decima volta complessiva che la manifestazione ha luogo in Italia, dopo gli atti conclusivi del 1973, 1985, 1989, 1990, 1993, 1994 e 1996. 

## Tabellino

### Dettagli
La squadra "di casa" (ai fini amministrativi) è stata la vincitrice della UEFA Champions League.
| Arbitro: | João Pinheiro |

|                                  |                      |                                        |
| Lee 85’ Ramos 90+4’              | Marcatori            | 39’ Van de Ven 48’ Romero              |
| Vitinha Ramos Dembélé Lee Mendes | Tiri di rigore 4 – 3 | Solanke Bentancur Van de Ven Tel Porro |

| Paris Saint-Germain | Tottenham |

| P               | 30 | Lucas Chevalier        |     |     |
| D               | 2  | Achraf Hakimi          |     |     |
| D               | 5  | Marquinhos             |     |     |
| D               | 51 | Willian Pacho          | 58’ |     |
| D               | 25 | Nuno Mendes            |     |     |
| C               | 33 | Warren Zaïre-Emery     |     | 68’ |
| C               | 17 | Vitinha                |     |     |
| C               | 14 | Désiré Doué            |     | 77’ |
| A               | 29 | Bradley Barcola        | 55’ | 68’ |
| A               | 10 | Ousmane Dembélé        | 90’ |     |
| A               | 7  | Khvicha K'varatskhelia |     | 60’ |
| A disposizione: |    |                        |     |     |
| P               | 39 | Matvej Safonov         |     |     |
| P               | 89 | Renato Marin           |     |     |
| D               | 4  | Lucas Beraldo          |     |     |
| D               | 21 | Lucas Hernández        |     |     |
| D               | 43 | Noham Kamara           |     |     |
| C               | 8  | Fabián Ruiz            |     | 60’ |
| C               | 19 | Lee Kang-in            |     | 68’ |
| A               | 9  | Gonçalo Ramos          |     | 77’ |
| A               | 49 | Ibrahim Mbaye          |     | 68’ |
| Allenatore:     |    |                        |     |     |
| Luis Enrique    |    |                        |     |     |

| P               | 1  | Guglielmo Vicario |     |     |
| D               | 23 | Pedro Porro       |     |     |
| D               | 17 | Cristian Romero   |     |     |
| D               | 4  | Kevin Danso       | 62’ |     |
| D               | 37 | Micky van de Ven  |     |     |
| C               | 6  | João Palhinha     |     | 72’ |
| C               | 30 | Rodrigo Bentancur |     |     |
| C               | 29 | Pape Matar Sarr   |     | 90’ |
| A               | 20 | Mohammed Kudus    |     | 79’ |
| A               | 9  | Richarlison       | 53’ | 72’ |
| A               | 24 | Djed Spence       |     |     |
| A disposizione: |    |                   |     |     |
| P               | 31 | Antonín Kinský    |     |     |
| P               | 40 | Brandon Austin    |     |     |
| D               | 33 | Ben Davies        |     |     |
| D               | 67 | Jun'ai Byfield    |     |     |
| D               | 80 | Luka Vušković     |     |     |
| C               | 14 | Archie Gray       |     | 72’ |
| C               | 15 | Lucas Bergvall    |     | 90’ |
| A               | 11 | Mathys Tel        |     | 79’ |
| A               | 19 | Dominic Solanke   |     | 72’ |
| A               | 22 | Brennan Johnson   |     |     |
| A               | 28 | Wilson Odobert    |     |     |
| Allenatore:     |    |                   |     |     |
| Thomas Frank    |    |                   |     |     |

| Assistenti arbitrali: Bruno Jesus (Portogallo) Luciano Maia (Portogallo) Quarto ufficiale: Elchin Masiyev (Azerbaigian) VAR: Tiago Martins (Portogallo) Assistenti al VAR: Fábio Oliveira Melo (Portogallo) Pol van Boekel (Paesi Bassi) | Regole dell'incontro: - due tempi regolamentari da 45 minuti ciascuno; - tiri di rigore in caso di parità; inizialmente cinque per squadra, e a oltranza fino a spareggio in caso di ulteriore parità; - numero massimo di 23 giocatori per squadra a referto (11 in campo e 12 come potenziali sostituti); - cinque sostituzioni permesse. |

## Statistiche
| Statistiche       | Paris Saint-Germain | Tottenham |
| ----------------- | ------------------- | --------- |
| Reti segnate      | 0                   | 1         |
| Tiri totali       | 4                   | 9         |
| Tiri in porta     | 0                   | 3         |
| Parate            | 2                   | 0         |
| Possesso palla    | 66%                 | 34%       |
| Calci d'angolo    | 3                   | 1         |
| Falli commessi    | 3                   | 4         |
| Fuorigioco        | 0                   | 3         |
| Cartellini gialli | 0                   | 0         |
| Cartellini rossi  | 0                   | 0         |

| Statistiche       | Paris Saint-Germain | Tottenham |
| ----------------- | ------------------- | --------- |
| Reti segnate      | 2                   | 1         |
| Tiri totali       | 8                   | 4         |
| Tiri in porta     | 3                   | 2         |
| Parate            | 1                   | 1         |
| Possesso palla    | 69%                 | 31%       |
| Calci d'angolo    | 4                   | 1         |
| Falli commessi    | 9                   | 8         |
| Fuorigioco        | 2                   | 1         |
| Cartellini gialli | 3                   | 2         |
| Cartellini rossi  | 0                   | 0         |

| Statistiche       | Paris Saint-Germain | Tottenham |
| ----------------- | ------------------- | --------- |
| Reti segnate      | 2                   | 2         |
| Tiri totali       | 12                  | 13        |
| Tiri in porta     | 3                   | 5         |
| Parate            | 3                   | 1         |
| Possesso palla    | 67%                 | 33%       |
| Calci d'angolo    | 7                   | 2         |
| Falli commessi    | 12                  | 12        |
| Fuorigioco        | 2                   | 4         |
| Cartellini gialli | 3                   | 2         |
| Cartellini rossi  | 0                   | 0         |